# Stoyan Georgiev Demirev
Stoyan Georgiev Demirev (em búlgaro:  Стоян Георгиев Демирев, nascido em 1 de junho de 1962) é um ex-ciclista olímpico búlgaro. Representou sua nação em dois eventos nos Jogos Olímpicos de Verão de 1960.